# Thermisia

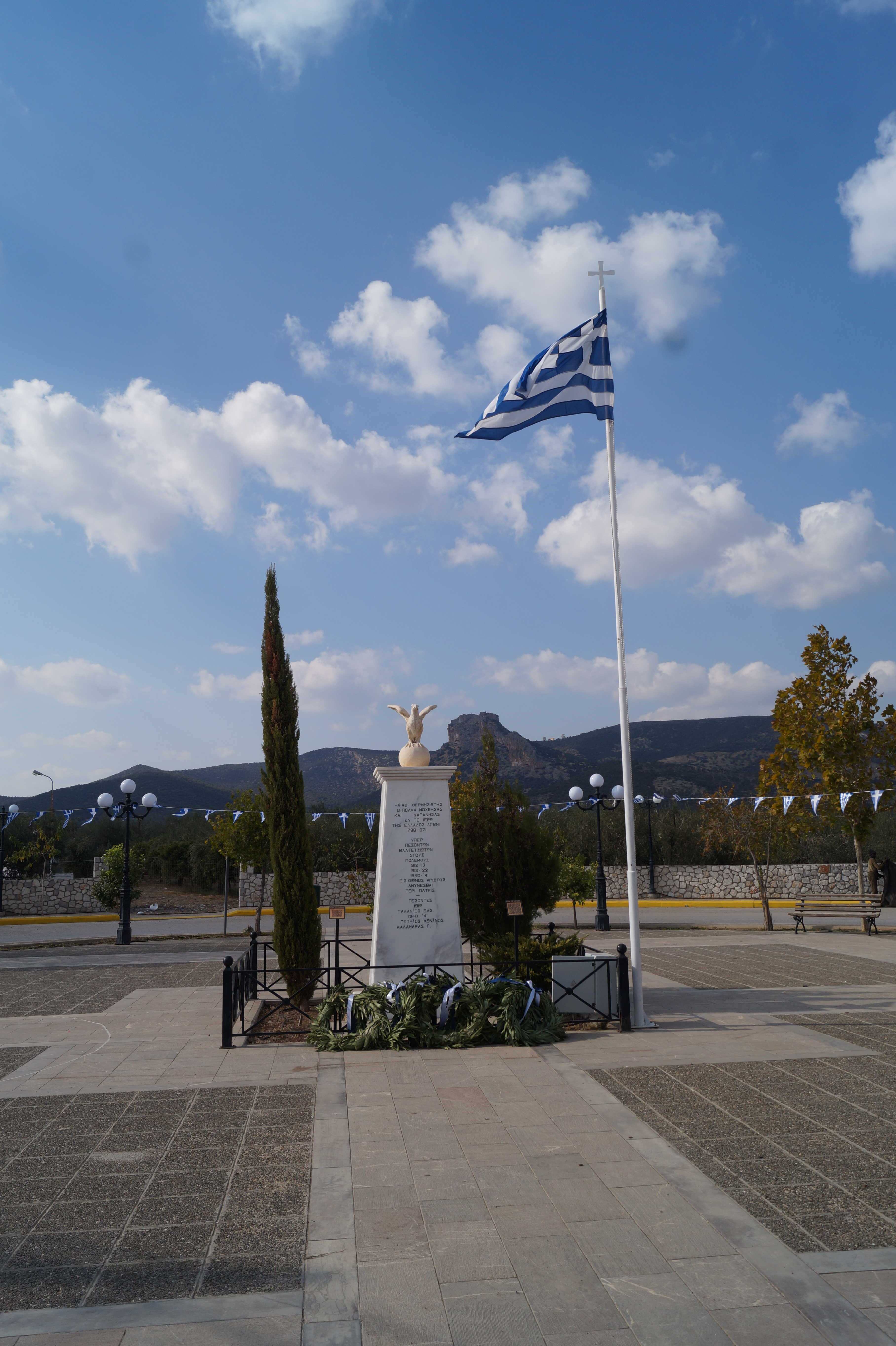
Kriegerdenkmal in Thermisia

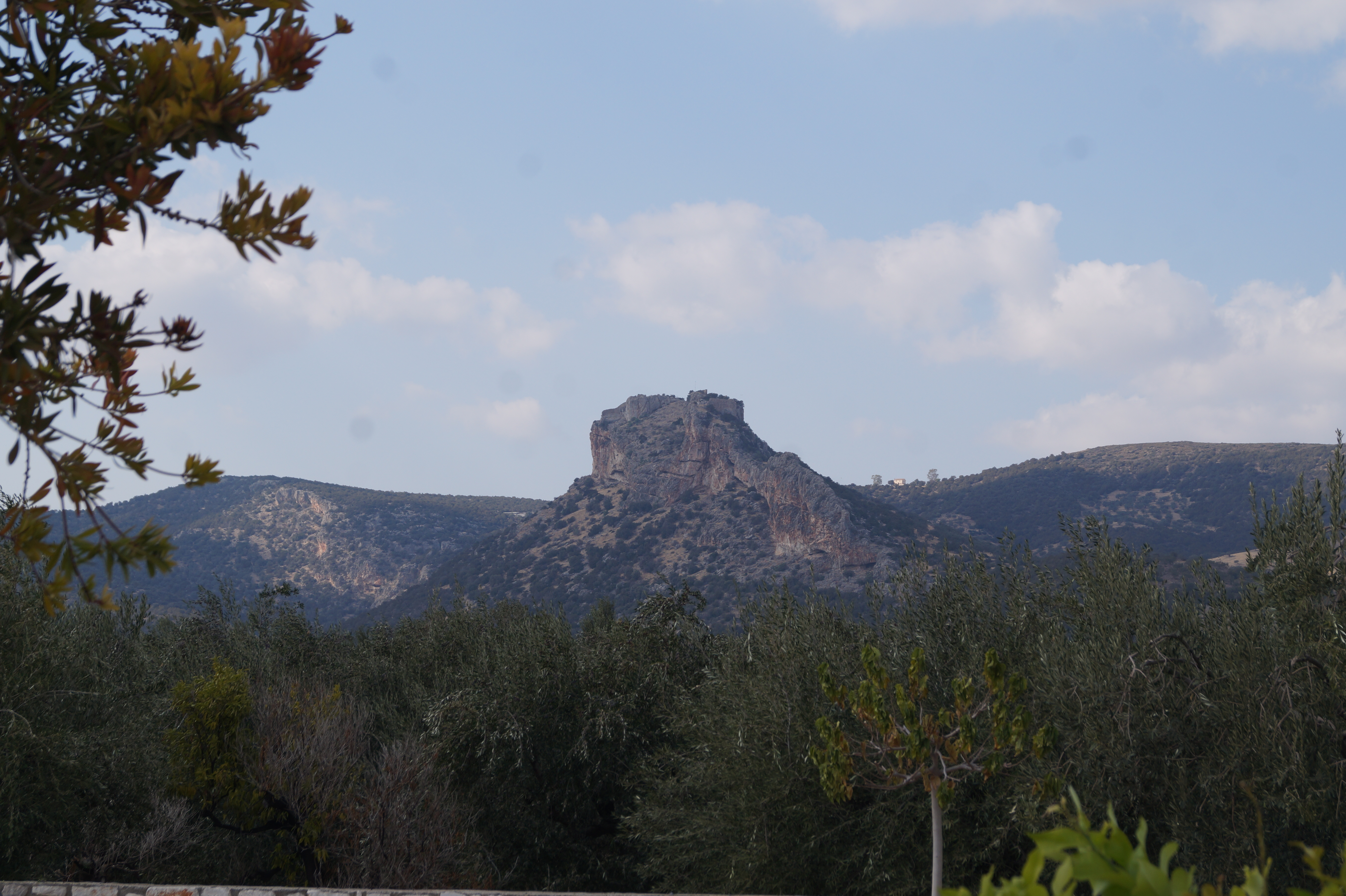
Burg von Thermisia

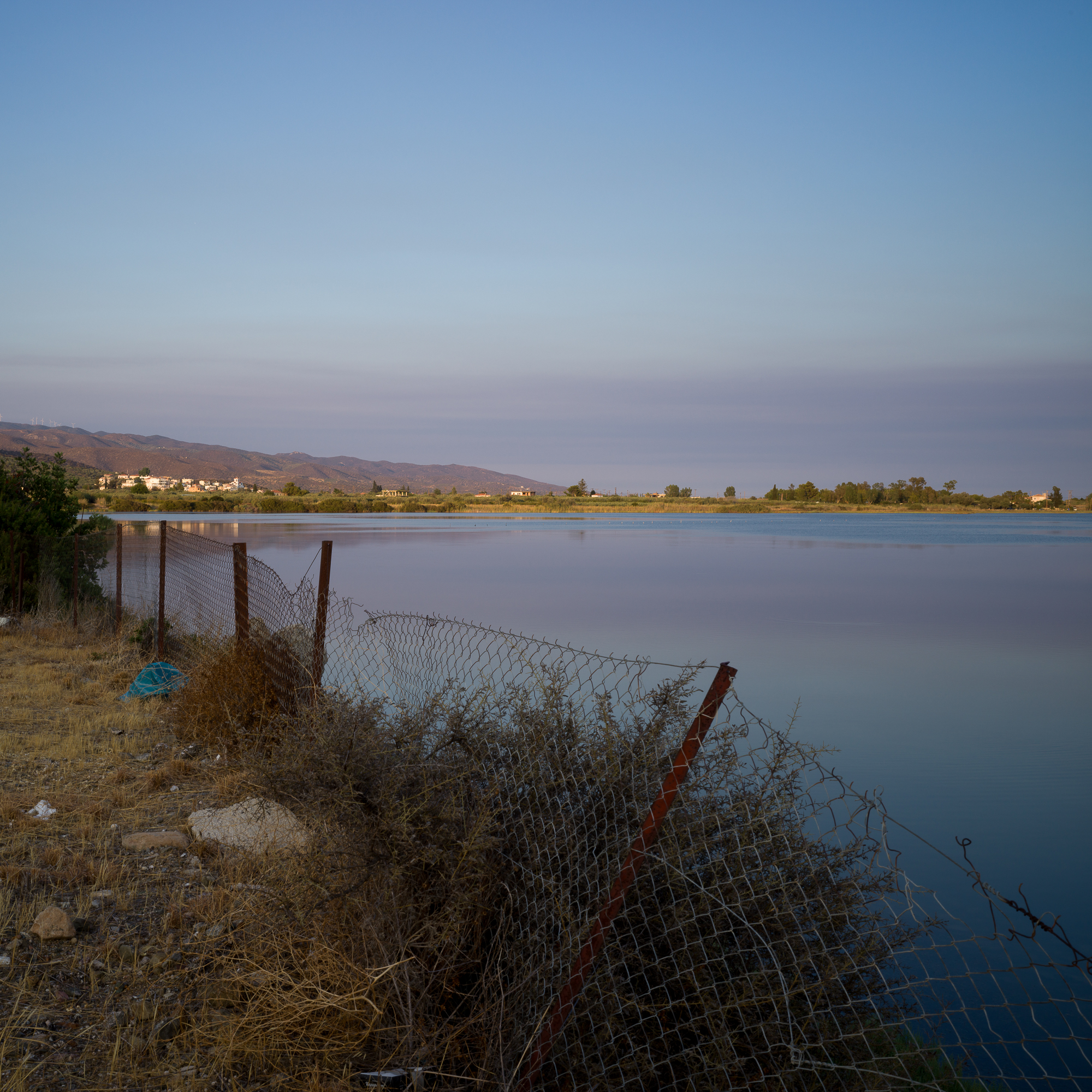
Naturschutzgebiet Limni Thermisias

Thermisia (griechisch Θερμησία (n. sg.) ‚Therme‘) ist ein Küstenort und eine Ortsgemeinschaft in der griechischen Gemeinde Ermionida.

## Beschreibung
Thermisia liegt in einer fruchtbaren Ebene. Der Haupterwerb besteht im Anbau von Zitrusfrüchten, Aprikosen und Oliven. Der kleine Ort verfügt über eine Grundschule und eine Kirche, die Mariä Verkündigung geweiht ist. Auf der großen Verkehrsinsel am westlichen Ortsausgang gedenkt man den Gefallenen aus Thermisia während der Balkankriege (1912–13), des Griechisch-Türkischen Kriegs (1919–22) und dem Zweiten Weltkrieg (1940–41). Außerdem gedenkt es dem spetsiotischen Marineoffizier und Freiheitskämpfer Ilias Thermisiotis, dessen Vorfahren aus Thermisia stammten. Seit 2019 feiert man jeden Januar zum Abschluss der Olivenernte das Pfannkuchenfest (Γιορτή Τηγανίτας).
Etwa 1,2 km westlich des Ortes liegt der Limni Thermisias (Λίμνη Θερμησίας = See von Thermisia). Der rechteckige See hat einen Umfang von etwa 4 km und eine Fläche von etwa 65 ha. Hier lagen einst Lagunen-Salzwiesen zur Gewinnung von Meersalz. Heute zeugen noch die Schleuse und die zerfallenen Wirtschaftsgebäude von diesem Wirtschaftszweig. Die Lagune ist ein wichtiges Naturschutzgebiet für Zugvögel.
Alle weiteren Orte, die zur Dimotiki Kinotita Thermisia gehören liegen an der Uferstraße östlich von Thermasia. Auch bei Solinari und Metochi gibt es jeweils eine Lagune, die früher als Salzwiesen verwendet wurden. Bei Pigadia liegt der Sambariza-Sumpf. Bei Plepi und Akti Ydras sind luxuriöse Ferienanlagen angesiedelt. Die Ferienanlage Porto Hydra ist sogar von Kanälen durchzogen und einige Bungalows verfügen über private Schiffsanleger. An der Küste bei Akti Ydras entdeckte man 1979 die Fundamente eines runden Turmes. Er hatte einen Durchmesser von etwa 10 m und war aus Steinquadern errichtet. Bei dem Turm fand man 537 Scherben von korinthischen Ziegeln, aber nur wenig Keramikscherben, darunter von Schwarzfirnis-Keramik und eines Pithos. Etwa 1,7 km südöstlich von Metochi gibt es einen Fähranleger von wo regelmäßig Fähren nach Hydra verkehren.

## Geschichte
Mittels Pollenanalyse konnte nachgewiesen werden, dass in Thermisia bereits ab 850 v. Chr. der Anbau von Oliven begann und während der klassischen und hellenistischen Zeit einen Höhepunkt erreichte. Während der frührömischen Zeit nahm der Anbau ab, lässt sich aber bis heute ununterbrochen nachweisen. Das älteste schriftliche Zeugnis stammt von dem griechischen Schriftsteller Pausanias, der im 2. Jahrhundert das Land bereiste. Er berichtete, dass im Bereich von Hermione an der Grenze zu Troizen an der Küste ein Tempel der Demeter Thermasia (altgriechisch Θερμασία Thermasía = Wärme oder Herzlichkeit) existierte. Man vermutet, dass dieser Tempel etwa 1,5 km westlich von Thermisia bei der Lagune Limni Thermisia stand. Der klassische Archäologe Nikolas Pharaklas vermutete, dass der Tempel auf dem 192 m hohen Tzouma etwa 650 m nördlich der Ferienanlage Barceló Hydra Beach in Akti Ydras stand. Sam Wide führte den Beinamen Thermasia darauf zurück, dass ihr Tempel bei einer Thermalquelle errichtet war.
Theodoros Sgouros errichtete Ende des 12. Jahrhunderts auf dem 292 m Berg, der etwa 1,7 km nordwestlich von Thermisia liegt, die Burg Thermisi. Gottfried von Villehardouin eroberte die Gegend von Ermioni und so kam die Festung in den Besitz von Otto de la Roche, dem Herzog von Athen. 1388 erwarb die Republik Venedig die Burg. Während ihrer Herrschaft wurde die Lagune als Saline zur Gewinnung von Meersalz genutzt. Die Venezianer konnten sich zunächst gegen die im Peloponnes eingefallenen Osmanen behaupten, aber 1537 fiel die Befestigung in ihre Hände. Nach dem Sieg im Sechsten Osmanisch-Venezianischer Krieg konnte Venedig wieder in den Besitz der Burg Thermisi gelangen. Doch schon 1715 wurden die Festung endgültig von den Osmanen zurückgewonnen. Die Ermionida gehörte zu den ersten Landstrichen, die während der Griechische Revolution von den Griechen erobert wurden. Theodoros Kolokotronis soll nach dem Befreiungskampf am Kap Skyli Einwohner aus Valtetsi angesiedelt haben. So sollen die Einwohner Agia Aikaterini Valtetsier sein. Anfang des 20. Jahrhunderts begann man in den Bergen von Iliokastro nördlich von Thermisia mit Erzabbau. Die Intensivierung des Abbaus ab etwa 1950 wirkte sich auch auf die Einwohnerentwicklung in Thermisia aus. 1928 wurden die Salzproduktion eingestellt.

### Einwohnerentwicklung
Die Einwohnerzahl der Siedlung Thermisia.
| Jahr | Einwohner |
| ---- | --------- |
| 1879 | 114       |
| 1889 | 157       |
| 1896 | 263       |
| 1907 | 331       |
| 1920 | 238       |
| 1928 | 197       |
| 1940 | 270       |
| 1951 | 519       |
| 1961 | 490       |
| 1971 | 412       |
| 1981 | 437       |
| 1991 | 445       |
| 2001 | 432       |
| 2011 | 331       |
| 2021 | 397       |

### Verwaltungsgeschichte
Nach der Griechischen Revolution wurde der Ort Thermisia am 7. Juni 1834 der Gemeinde Ermioni in der Präfektur Argolis und Korinth zugeordnet. Die offizielle Schreibung des Ortsnamens wurde am 25. Juni 1879 von Θερμησιά in Θερμησία geändert. Am 31. August 1912 wurde der Ort aus der Gemeinde Ermioni herausgelöst und der neugegründeten Kinotita Ermioni zugeordnet. Mit der Gründung der Präfektur Argolis am 29. April 1949 wechselte die Zugehörigkeit des Ortes zu dieser. Am 25. November 1955 wurde die Kinotita Thermisia gegründet, die neben Thermisia aus den Orten Pigadia und Metochi bestand. Bei der Neuordnung der Kinotita kamen am 14. März 1971 die Ortschaften Agia Aikaterini, Akti Ydras, Plepi und Solinari hinzu. Am 12. April 1997 wurde die Kinotita wieder aufgelöst und alle Ortschaften der Gemeinde Ermioni zugeordnet, die am 7. Juni 2010 in Ermionada umbenannt wurde. Seit 2021 besteht die Dimotiki Kinotita Thermisia innerhalb der Gemeinde Ermionada.

## Gliederung der Kinotita
Die Einwohnerzahlen stammen aus dem Ergebnis der Volkszählung 2021.
- Dimotiki Kinotita Thermisia – Δημοτική Κοινότητα Θερμησίας – 584
  - Thermisia – Θερμησία – 397
  - Agia Aikaterini – Αγία Αικατερίνη – 10
  - Akti Ydras – Ακτή Ύδρας – 4
  - Metochi – Μετόχι – 36
  - Pigadia – Πηγάδια – 72
  - Plepi – Πλέπι – 35
  - Solinari – Σωληνάρι – 30